# Hande Yener

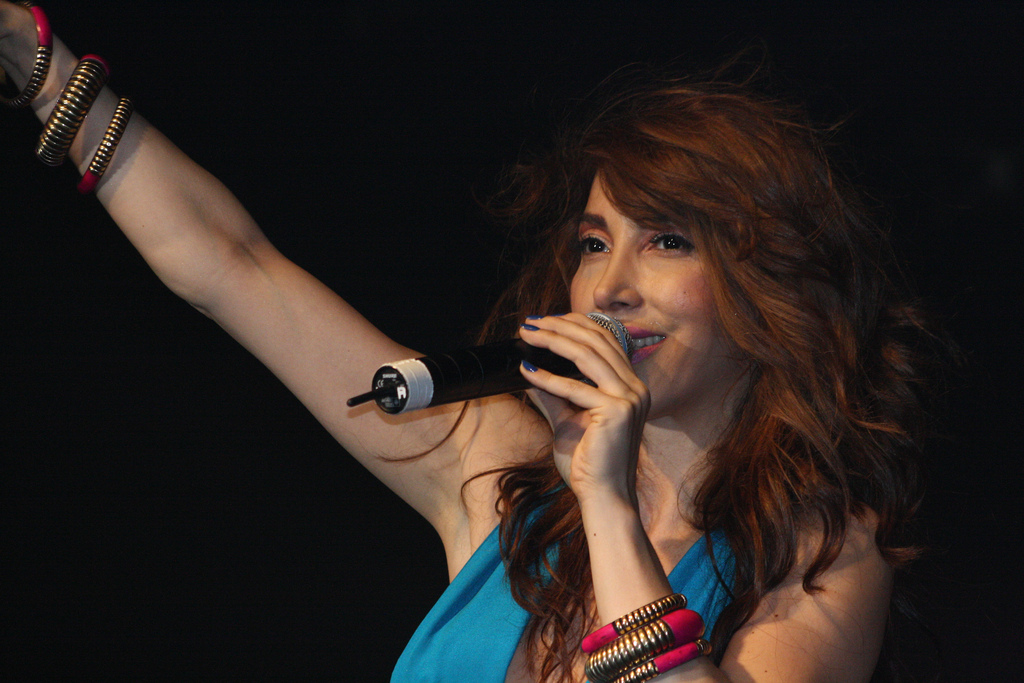
Hande Yener

Hande Yener (ur. 12 stycznia 1973, Stambuł, Turcja) – turecka artystka estradowa. Przez ostatnie 10 lat nagrała piosenki w najróżniejszych stylach. Jej albumy składają się z piosenek w różnych rytmach, jednakże większość utworów utrzymana jest w klimacie klubowym.

## Dyskografia

### Single
- Kibir (2007)
- Romeo (2007)
- Hipnoz (2008)
- Pinokyo (2008)

### Albumy
- Senden İbaret (2000)
- Ekstra (2001)
- Sen Yoluna, Ben Yoluma (2002)
- Aşk Kadın Ruhundan Anlamıyor (2004)
- Apayrı (2006)
- Hande Maksi (2006)
- Nasıl Delirdim (2007)
- Hipnoz (2008)
- Hayrola (2009)
- Hande'ye Neler Oluyor (2010)
- Hande'yle Yaz Bitmez (2010)
- Sen Yoluna... Ben Yoluma... (2010)
- Teşekkürler (2011)
- Aşk Kadın Ruhundan Anlamıyor (2012)
- Rüya (2012)
- Kraliçe (2012)
- Biri Var (2013)
- Mükemmel (2014)
- İki Deli (2015)
- Hepsi Hit, Vol.1 (2016)
- Hepsi Hit Vol. 2 (2017)